# ナージュ
ナージュ（フランス語: nage）とは、フランス料理における調理法、料理名の一種。
香味野菜と白ワインを加えて煮出したブイヨンの中で魚介類や甲殻類を調理することで、そのブイヨンを使ってソースを作って提供する料理の名前としても使用される。料理名としては「ア・ラ・ナージュ」とされることもある（例：「白身魚のア・ラ・ナージュ」）。
「ナージュ」はフランス語で「水泳」や「泳ぎ」の意。